# Ha-Arawa

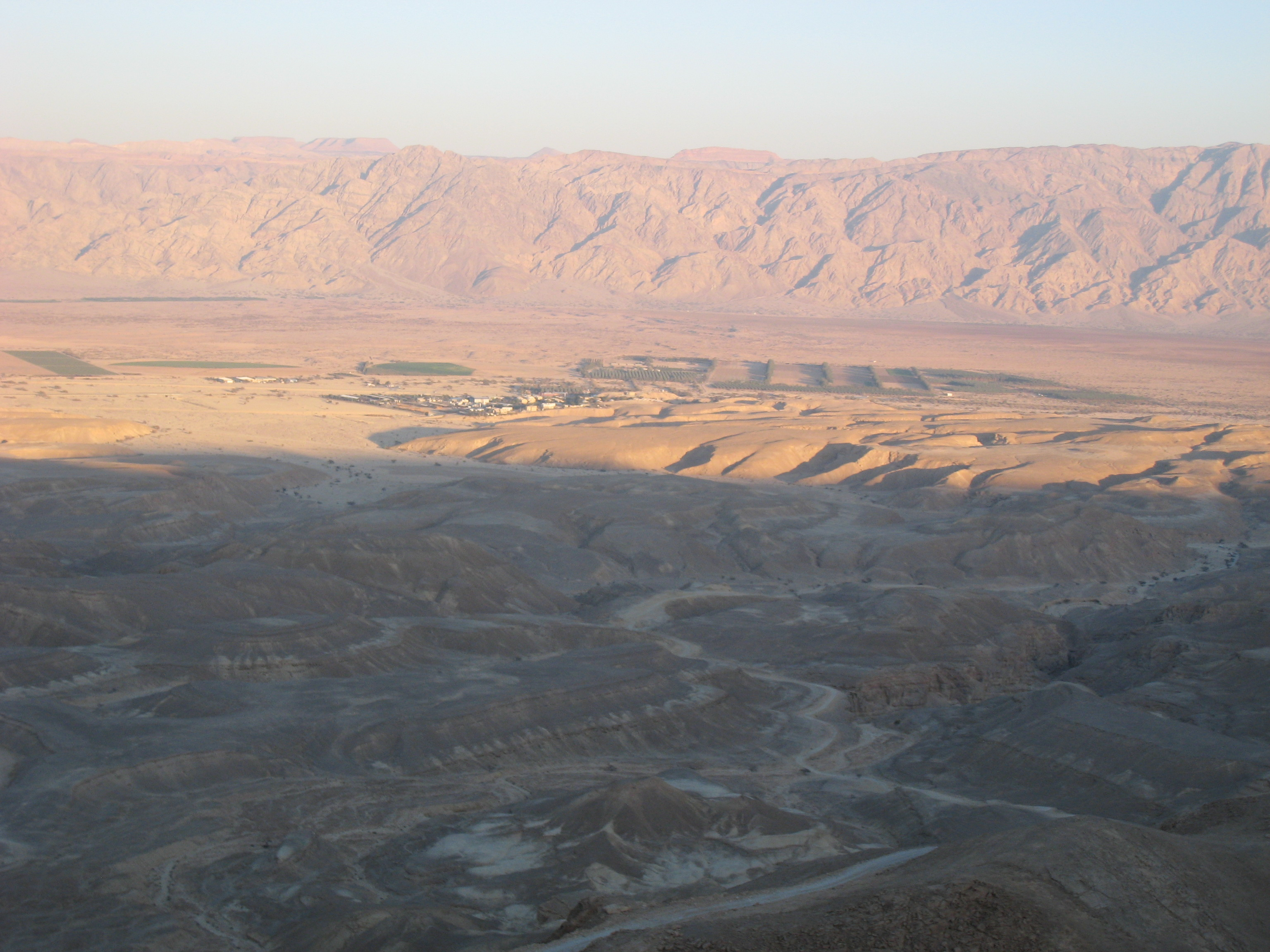
Wadi Ha-Arawa

Ha-Arawa, Arabah (lub Arava; hebr. הָעֲרָבָה, HaArava; arab. وادي عربة, Wādī ʻAraba) – dolina na Bliskim Wschodzie, będąca częścią systemu Wielkich Rowów Afrykańskich, w tym także Rowu Jordanu, biegnąca horyzontalnie od Morza Martwego do Zatoki Akaba, na długości 166 km. Przez jej obszar przebiega większość granicy pomiędzy Izraelem (od zachodu) a Jordanią (od wschodu).
Ukształtowanie terenu jest w większości płaskie. Na północ od Zatoki Akaba teren stopniowo wznosi się i osiąga po 77 km wysokość maksymalną 230 m nad poziom morza, oddzielając dorzecza Morza Martwego i Morza Czerwonego.
Klimat jest gorący i suchy, przez co słabo zaludniony. Przygraniczne prowincje Jordanii cechuje najmniejsze zagęszczenie ludności na km² (Akaba – 17, At-Tafila – 35,5, Al-Karak – 62,5). Ludność po stronie izraelskiej skupia się głównie w kibucach (m.in. Jotwata, Lotan) i moszawach (m.in. En Jahaw). Dwa największe miasta w regionie to jordańska Akaba i izraelski Ejlat, skupiające ponad 90% ludności.